# Центральний район (Волгоград)

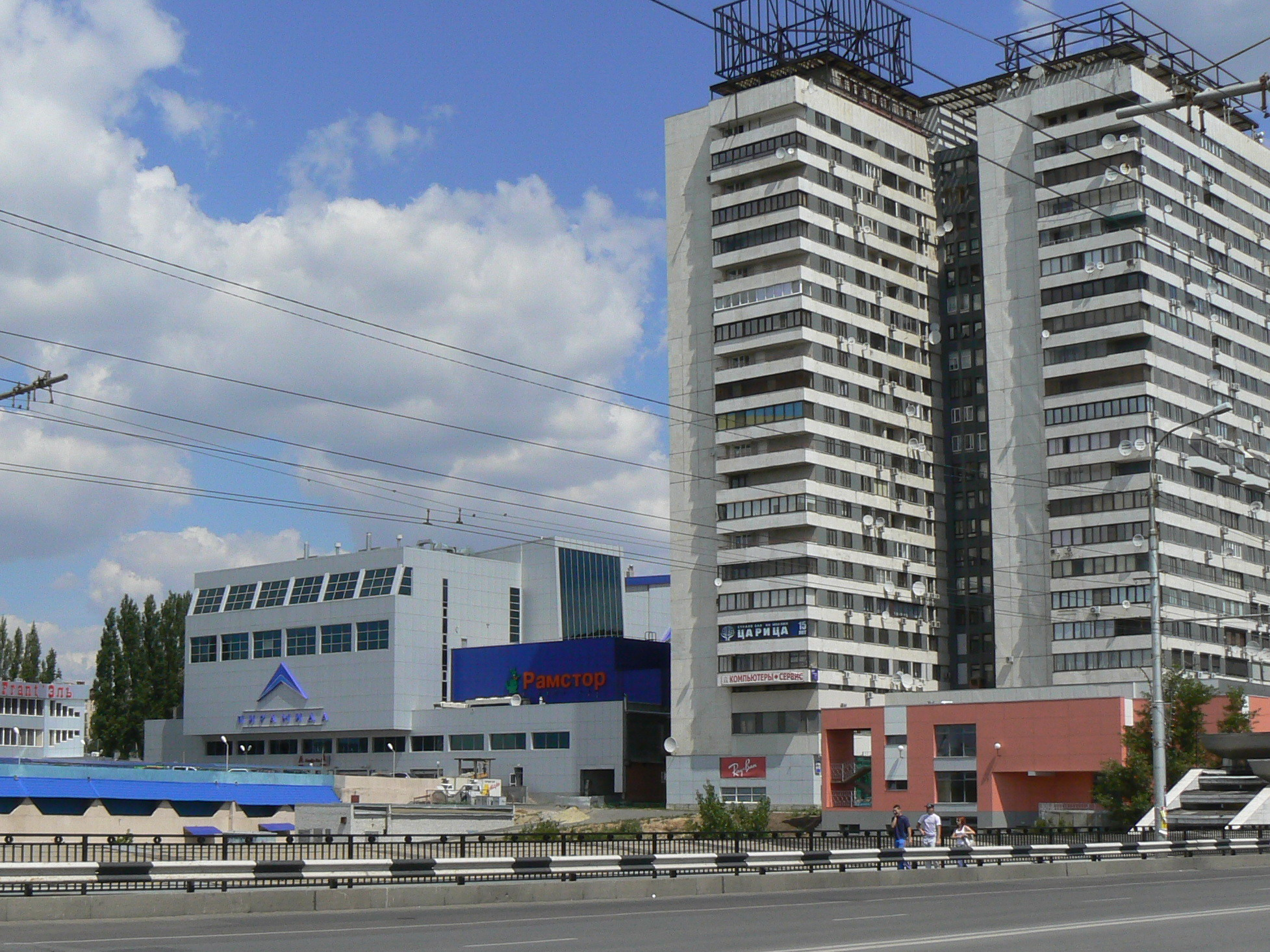
ТРК «Піраміда» та 22-поверхова будівля на вул. Краснознаменська

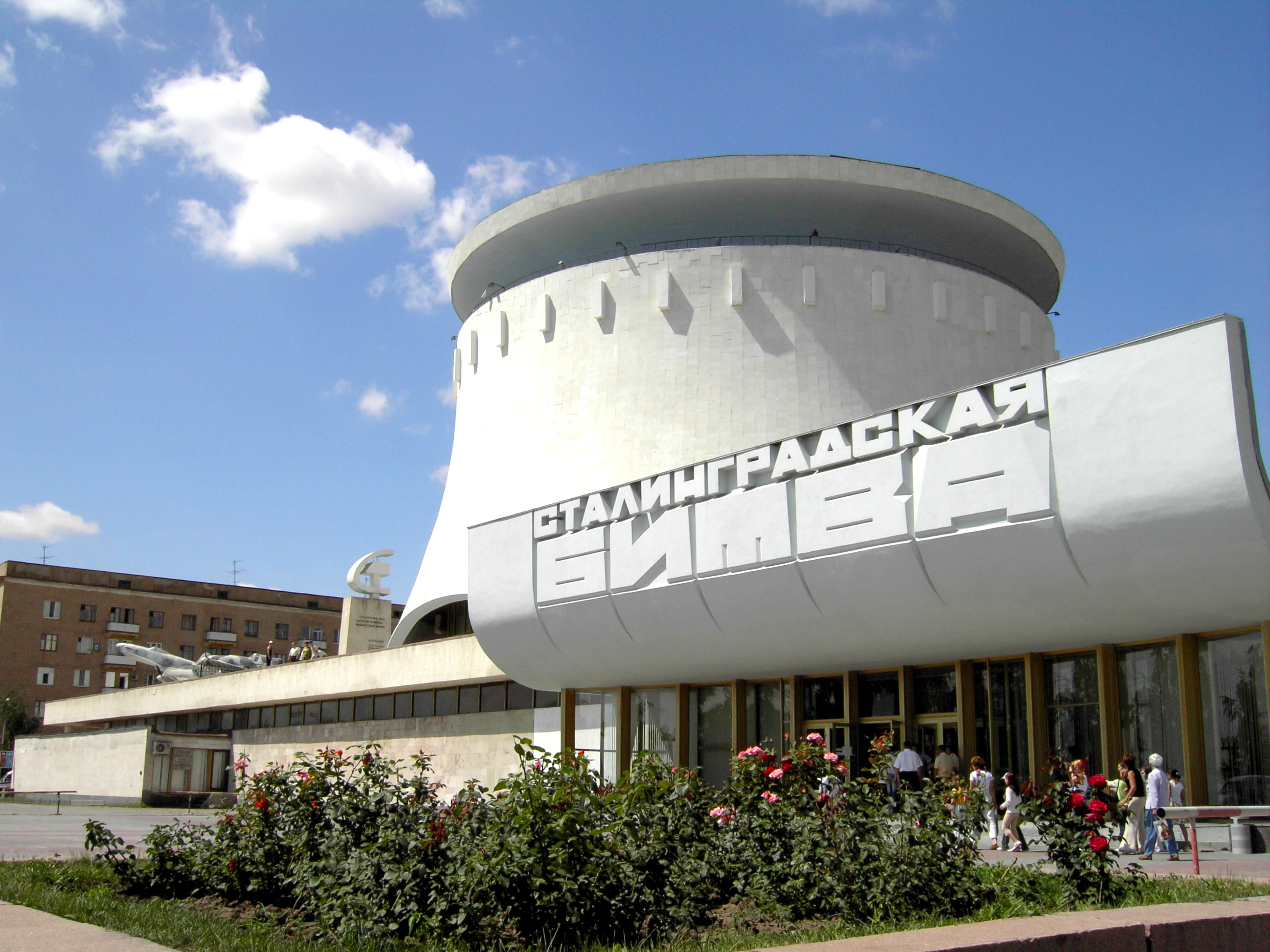
Музей-панорама «Сталінградська битва»

Центральний район (рос. Центральный район) — один з районів Волгограду (Росія). Розташований між Краснооктябрським, Дзержинським і Ворошиловським районами.
Глава адміністрації — Новіков Олександр Володимирович.

## Географія
Центральний район межує з Краснооктябрським, Дзержинським (по Другій поздовжній магістралі) і Ворошиловським (по заплаві річки Цариця) районами міста, відділений Волгою від міста Краснослободськ.

## Історія
2 квітня 1935 постановами бюро Сталінградського міськкому ВКП (б) і президії Сталінградської міськради в місті було створено 4 районних ради: Єрманський, Ворошиловський, Кіровський, Дзержинський. Саме Єрманський район і став «прабатьком» Центрального району. Тоді його площа становила 344 га, а населення — 50 тисяч осіб.
Указом Президії Верховної Ради РРФСР від 4 лютого 1948 року, Єрманський район Сталінграда було перейменовано на Сталінський, а 5 листопада 1961 року Указом Президії Верховної Ради РРФСР Сталінський район був перетворений в Центральний.
З 2005 року на території району ведеться будівництво бізнес-центру Волгоград-Сіті.

## Пам'ятки
Деякі міські споруди Центрального району є пам'ятками архітектури і реліквіями історії.

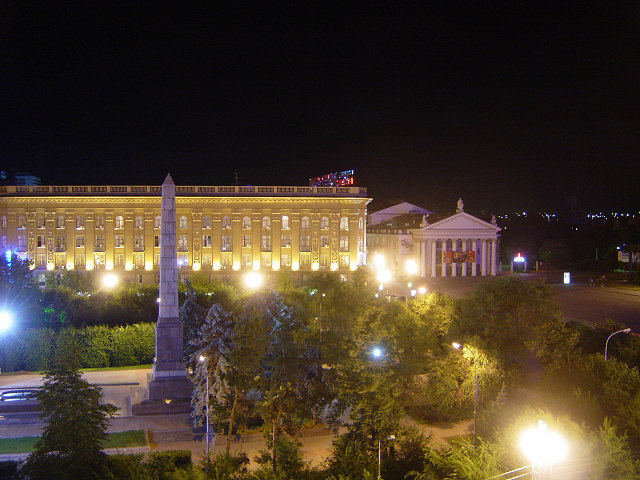
Площа Полеглих борців увечері

- Пам'ятник-ансамбль «Героям Сталінградської битви» в меморіальному парку на Мамаєвому кургані.
- Будинок Павлова — Будинок солдатської слави та трудової доблесті.
- Музей-панорама «Сталінградська битва».
- Млин Гергардт.
- Набережна імені 62 армії.
- Вічний вогонь і 26-метрова стела в пам'ять про мужність і героїзм всіх захисників міста на площі Полеглих борців.
- Нульовий кілометр на площі Полеглих борців.
- Пам'ятник засновникам Царицина.
- Пам'ятник комсомольцям — захисникам Сталінграда.
- Волгоградський новий експериментальний театр (НЕТ).
- Волгоградський муніципальний музичний театр.
- Дитяча залізниця.
- Тополя на площі Полеглих борців.
- Пам'ятник Олександру Невському.

Пам'ятники архітектури
- Волгоградський планетарій.
- Будівля Дворянського зібрання міста Царицина.
- Будівля Царицинської пожежної команди.
- Будівля готелю «Столичні номера», нині — готель «Волгоград».
- Залізничний вокзал «Волгоград I»

## Інфраструктура

### Транспорт

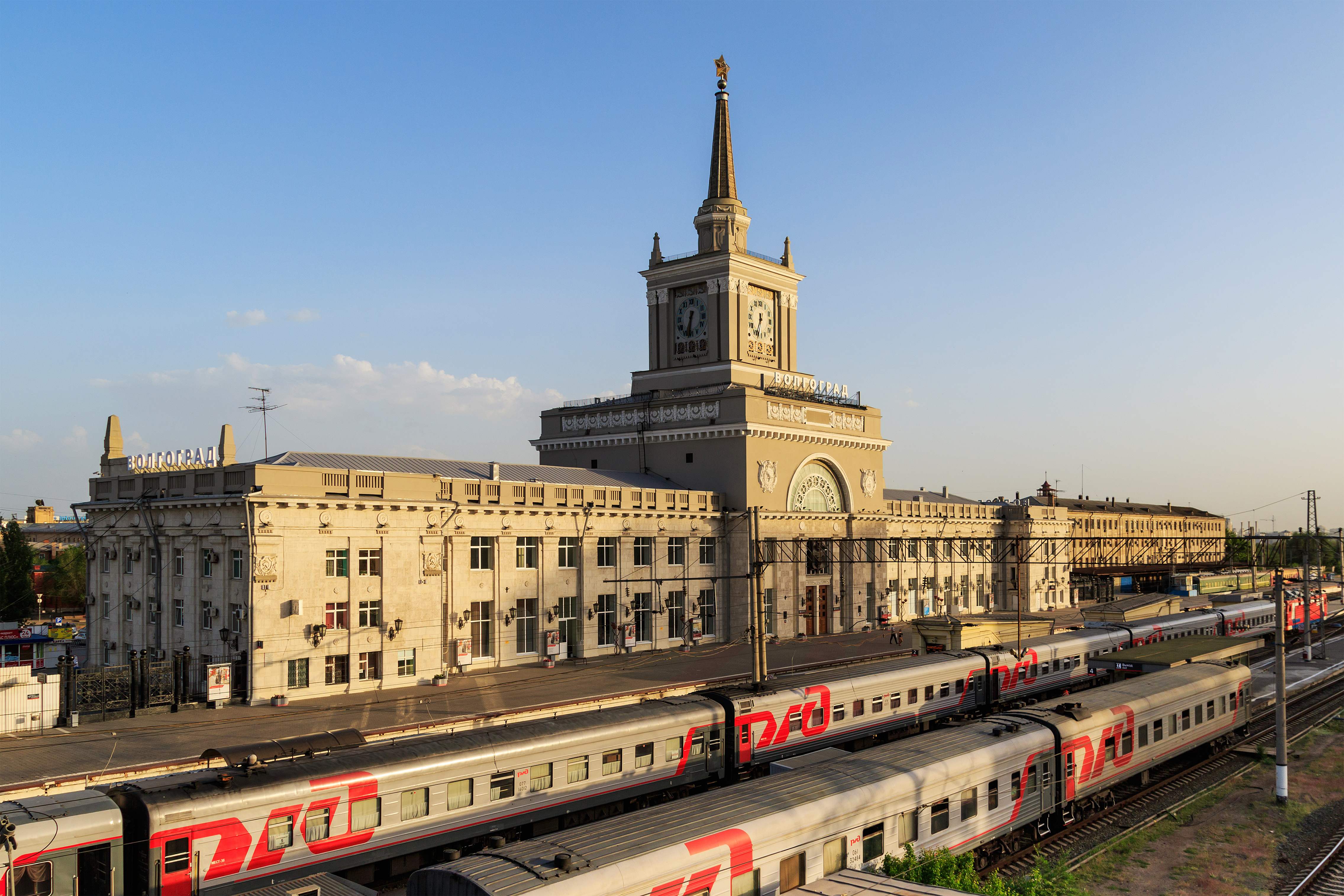
Вид на вокзал

Район є важливим транспортним вузлом Волгограда:
- Залізничний вокзал Волгоград-1. Всі поїзди далекого сполучення відправляються зі станції Волгоград-1. Вокзал станції спочатку був дерев'яним, пізніше був перебудований з цегли. Під час Сталінградської битви будівля була практично повністю зруйнована. У період з липня 1951 по травень 1954 на старому місці було зведено триповерхову будівлю з цокольним поверхом, вінчався вежею зі шпилем. 2 червня 1954 будівля була здана в постійну експлуатацію. Будівля побудована з цегли з залізобетонними перекриттями. Фасади облицьовані гранітом і інкерманським каменем, частково оштукатурені; стіни в інтер'єрі переважно облицьовані мармуром. Стелі в залах оброблені ліпними карнизами, кесонами, розетками. Розписи, присвячені героїки війни і мирної праці, виконані художниками Я. Скрепковим, В. Криловим, Д. Мерпертом. Скульптурні групи і барельєфи в комплексі вокзалу виконані скульпторами М. Д. і Н. А. Павловськими та В. Н. Безруковим. В цілому рішення будівлі типово для архітектури епохи Сталіна. У 1997 році будівлю залізничного вокзалу визнано пам'яткою архітектури.
- Річковий вокзал — найбільше спорудження подібного типу в Європі. У 1985 —1988 роках був найбільшим по пасажирському вантажообігу портом на Волзі. Довжина будівлі — 296 метрів, що майже дорівнює довжині Красній площі. Висота вокзалу в його вищій точці, так званій «шайбі», становить 47 метрів. Зал очікування розрахований на 700 осіб. Безпосередньо до причалів вокзалу одночасно можуть пришвартовуватися 6 теплоходів.[7]
- Перша (проспект імені Леніна) і Друга поздовжні автомагістралі.
- Перша поздовжна магістраль зв'язує Центральний район з Ворошиловським через міст через річку Царицю.
- Розгалужена тролейбусна, понад 10 маршрутів і трамвайні лінії, є підземна ділянка лінії швидкісного трамвая.
- Здано в експлуатацію мостовий перехід через Волгу.
- Автовокзал.

### Зв'язок
Волгоградський телецентр на Мамаєвому кургані відкрився в 1958 році.

### Торгові центри
- ТРК «Піраміда»
- ТРК «Європа Сіті-молл»
- ТЦ «Царицинський пасаж»
- ТЦ «Супер МАН»
- ТЦ «Діамант „На Комсомольській“»
- Центральний ринок

### Спортивні та рекреаційні споруди
- Центральний стадіон, домашня арена футбольного клубу «Ротор».
- Центральний плавальний басейн.
- Палац спорту профспілок.
- Легкоатлетичний манеж і тренувальне футбольне поле з штучним покриттям в академії фізичної культури.

## Освіта
- Волгоградський муніципальний інститут мистецтв ім. П. А. Серебрякова
- Волгоградська державна академія фізичної культури
- Волгоградський державний медичний університет
- Волгоградський державний соціально-педагогічний університет
- Волгоградський державний технічний університет
- Волгоградська академія державної служби